# Enoplolaimus psammae
Enoplolaimus psammae is een rondwormensoort uit de familie van de Thoracostomopsidae. De wetenschappelijke naam van de soort is voor het eerst geldig gepubliceerd in 1952 door Gerlach.